# Demetrius and the Gladiators
Demetrius and the Gladiators es una película estadounidense de 1954, dirigida por Delmer Daves y protagonizada por Victor Mature, Susan Hayward, Michael Rennie, Debra Paget, Jay Robinson, Barry Jones, William Marshall y Anne Bancroft  en los papeles principales.
El guion está basado en los personajes creados por Lloyd C. Douglas en su novela The Robe. Es una secuela de la película La túnica sagrada. 

## Argumento
Demetrius (Victor Mature) ha abrazado la fe cristiana, pero la aparente muerte de su amada Lucía (Debra Paget) lo vuelve en contra de su fe y se transforma en un extraordinario gladiador alcanzando la fama y los favores de Mesalina (Susan Hayward), la esposa de Claudio (Barry Jones) y hermana del emperador Calígula (Jay Robinson). Pedro (Michael Rennie) intenta convencer a Demetrius de su error, pero solo recibe humillaciones.
Calígula favorece a Demetrius después de vencer a varios contrincantes en la arena y lo nombra tribuno, junto con eso le encarga encontrar el manto de Jesús.
Demetrius busca el manto en toda Roma y cuando encuentra a Pedro, éste le dice que el manto está en una tienda. Demetrius ingresa allí y encuentra a su amada Lucía viva, pero inconsciente y aferrada al manto sagrado. Cuando se da cuenta de esto, su fe regresa; sin embargo cumple con su misión y le entrega el manto a Calígula. Para probar su eficacia, Calígula mata a un prisionero e invoca los poderes del manto para resucitarlo sin conseguirlo. Debido a esto Demetrius estalla en contra de Calígula y ante esto Demetrius es devuelto a la arena donde un antagonista lo vence. Claudio en nombre de la Guardia pretoriana le solicita al emperador su indulto hacia Demetrius lo que es negado causando así una rebelión entre los soldados Romanos que finalmente asesinan a Calígula salvando así a Demetrius, así mismo proclaman a Claudio como el nuevo César el cual le concede a Demetrius regresar con los cristianos haciéndole además la promesa de no perseguirlos siempre y cuando no alteren el orden en el imperio.
- Datos: Q1213081
- Multimedia: Demetrius and the Gladiators / Q1213081